# Oskar Heinroth

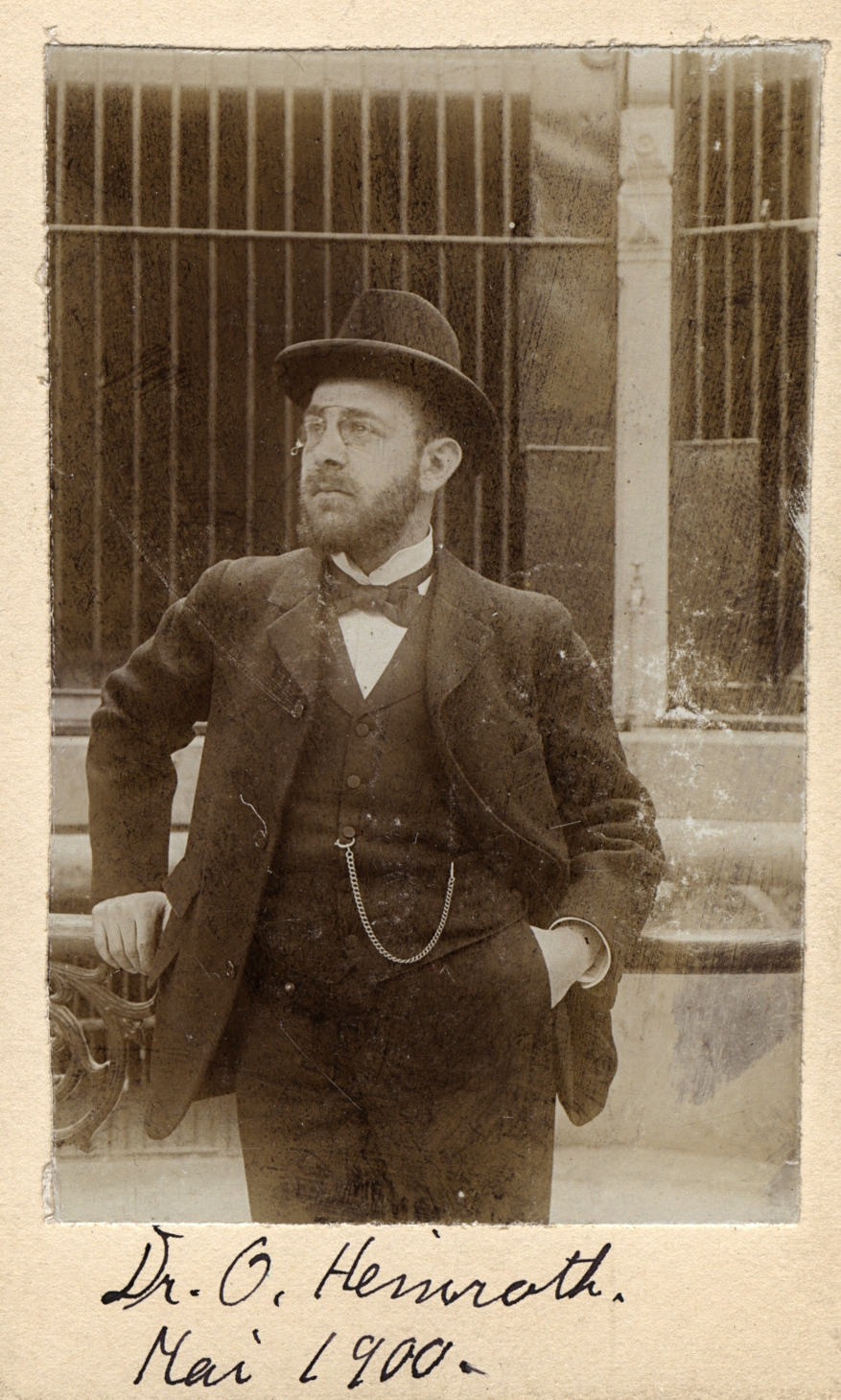
Oskar Heinroth, Mai 1900

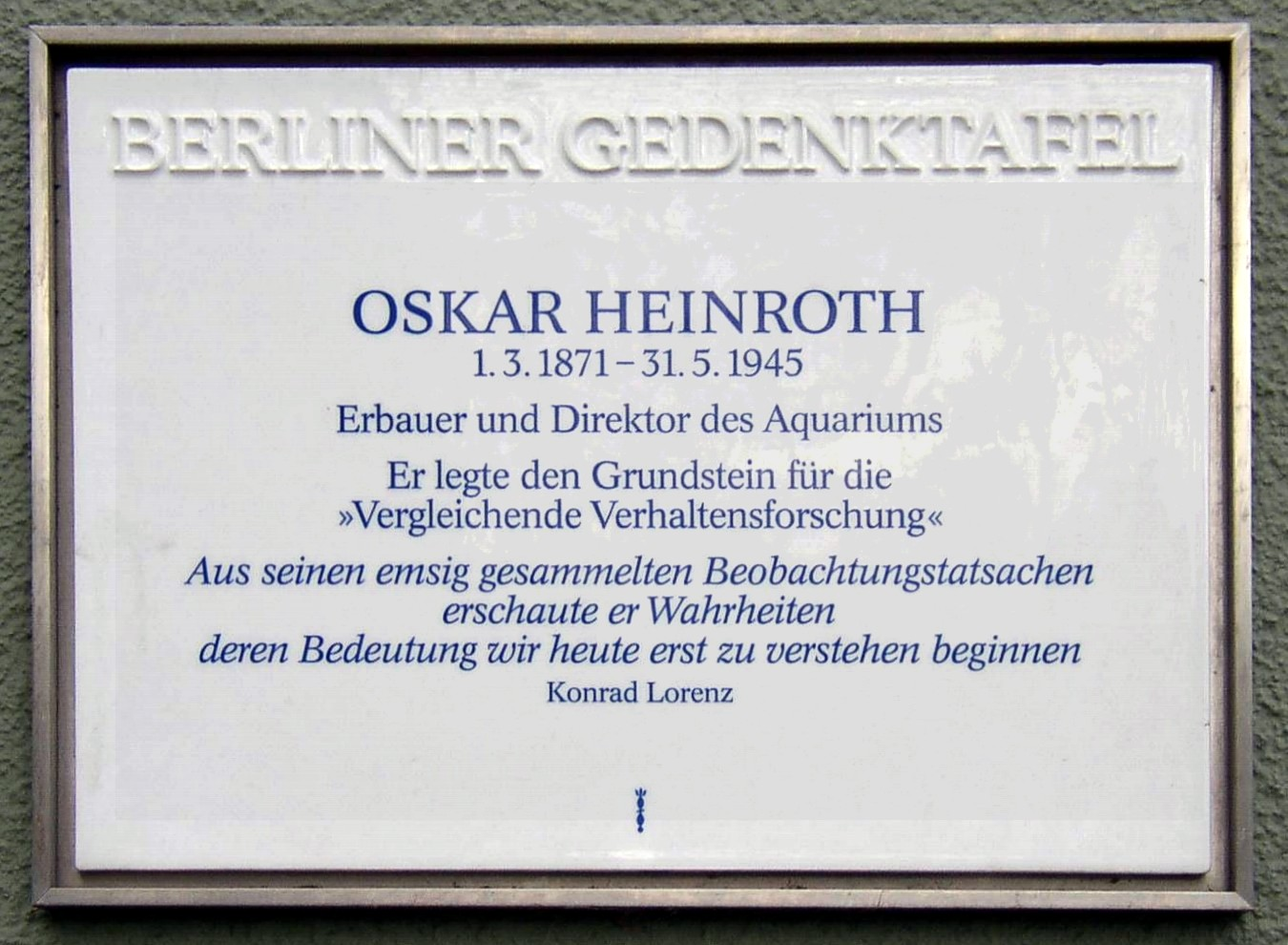
Berliner Gedenktafel in Berlin-Tiergarten (Budapester Straße 32)

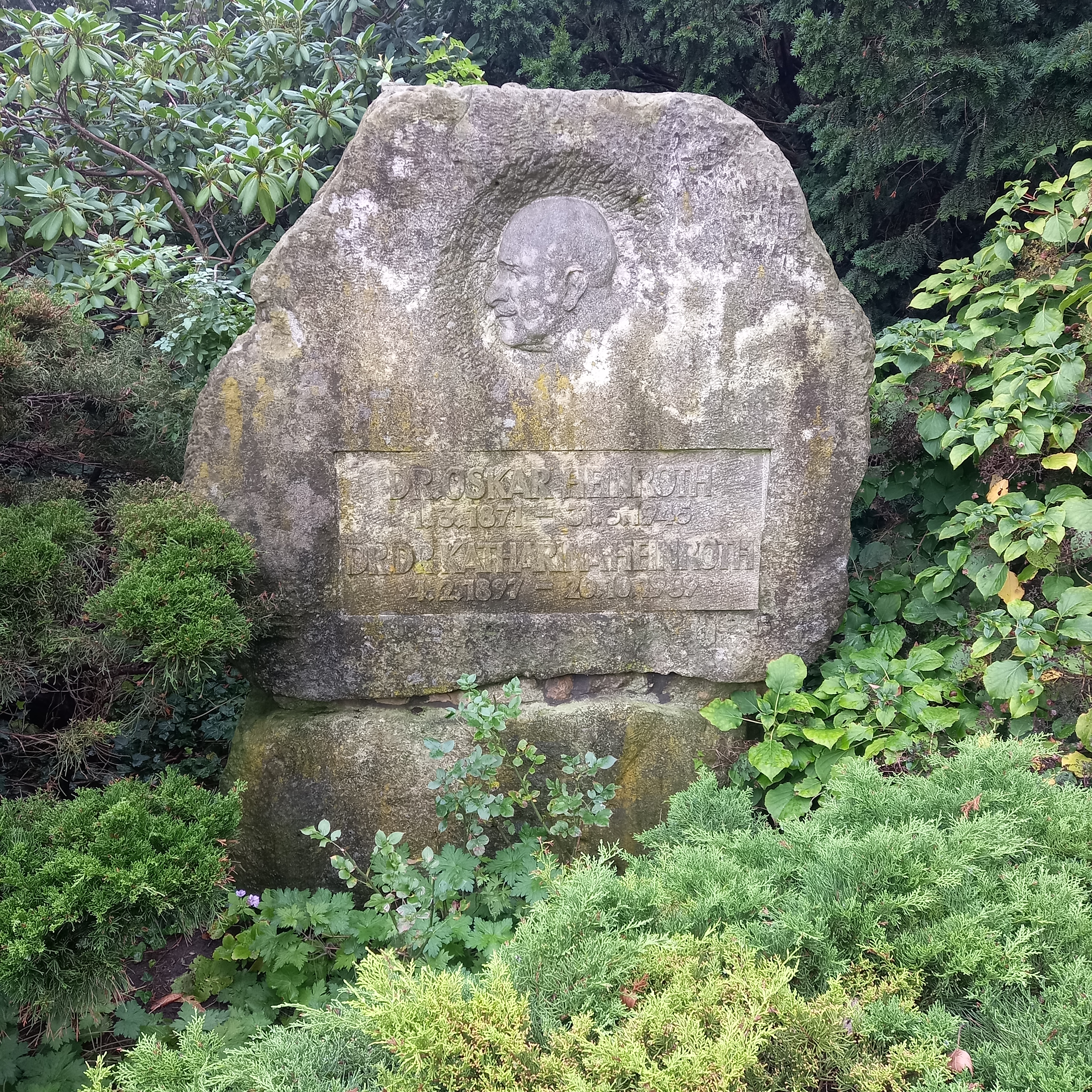
Das Grab von Oskar Heinroth und seiner Ehefrau Katharina im Zoo Berlin

Oskar Heinroth (* 1. März 1871 in Kastel; † 31. Mai 1945 in Berlin) war ein deutscher Zoologe.
Internationale wissenschaftliche Bedeutung erlangte er durch die gemeinsam mit seiner Ehefrau Magdalena Heinroth betriebene Grundlagenforschung zur vergleichenden Verhaltensforschung in der Ornithologie. Das Paar führte den Begriff Ethologie in seiner heute üblichen Bedeutung in die moderne Verhaltensbiologie ein. Von 1911 bis 1913 war er maßgeblich am Aufbau des Berliner Zoo-Aquariums beteiligt, dem er mehr als 30 Jahre lang als Leiter vorstand.
Konrad Lorenz würdigte ihn im Jahr 1941 mit den Worten: „Oskar Heinroth war diesseits des Ozeans der erste, der auf den Gedanken kam, Verhaltensweisen verschiedener Tierformen in jener Weise auf Ähnlichkeiten und Verschiedenheiten, auf Gemeinsames und Trennendes hin zu untersuchen, wie es der Phylogenetiker mit körperlichen Merkmalen seit jeher tut.“

## Leben und Wirken
Oskar Heinroth wurde am 1. März 1871 in Kastel bei Mainz geboren. Von einer im Säuglingsalter überstandenen Pockenerkrankung behielt er schwere Hornhaut- und Linsentrübungen sowie Verzerrungen der Iris zurück, ein Umstand, dem er vermutlich sein bemerkenswert geschultes Gehör verdankte. Heinroth studierte zunächst Medizin in Leipzig, Halle und Kiel, wo er 1895 mit „Untersuchungen über den Fischharn“ promovierte. In Kiel hatte er sich ausgiebig der Jagd auf Wasser- und Strandvögel gewidmet und freifliegende Graugänse sowie Reptilien beobachtet. Während der Ableistung des zweiten Halbjahres seiner Militärzeit als Unterarzt in Hamburg-Altona verbrachte er seine freie Zeit im Zoo und sezierte ehrenamtlich eingegangene Tiere. Im Herbst 1896 kam er nach Berlin und wurde Volontärassistent im Zoologischen Garten sowie im Zoologischen Museum, wo er die Vogelsammlung großteils neu bestimmte und Mauserstudien betrieb. Nach der Rückkehr von der Mencke-Expedition zum Bismarck-Archipel im Jahr 1901 bekam er 1904 eine bezahlte Assistentenstelle im Berliner Zoo. Schon als Assistent zog er zwischen 1898 und 1913 fast alle europäischen Entenarten mit der Hand auf. Er erkannte 1906 bei Kreuzungsversuchen an Enten, dass bestimmte Verhaltensmuster, wie beispielsweise das Kopf-ins-Wasser-tauchen während der Balz, vererbbar und demnach angeboren sind. Heinroth verglich auch die Rufe und die Bewegungsweisen diverser Schwan- und Gänsearten bei der Balz und bei der Aufzucht ihrer Küken. Durch diese Analysen legte er den Grundstein für eine vergleichende Verhaltensforschung, die Verhaltensmerkmale in ähnlicher Weise auf stammesgeschichtliche Verwandtschaft und auf Gemeinsamkeiten untersucht, wie dies bei körperlichen Merkmalen schon lange zuvor der Fall war. Heute würde man viele seiner Studien der Verhaltensökologie zurechnen.
Oskar Heinroth fiel u. a. das merkwürdige Verhalten von Küken auf, die isoliert in einem Brutschrank ausgebrütet und kurz nach dem Schlüpfen mit Menschen in Kontakt gekommen waren. Wurden diese Küken danach zu einem Elterntier gebracht, behandelte dieses die Küken wie den eigenen Nachwuchs; die Küken jedoch flüchteten stets laut fiepend vor ihren „Adoptiveltern“ und suchten Schutz bei jedem in der Nähe befindlichen Menschen. Heinroth konnte die Küken aber dann erfolgreich erwachsenen Artgenossen als „Adoptivkinder“ zuführen, wenn er sie unmittelbar nach dem Schlüpfen in einen Sack steckte und so jeden Kontakt zu Menschen verhinderte. Er nannte diese Form des Lernens Prägung und entwickelte ferner biologische Begriffe wie Hetze, Imponiergehabe und Triumphgeschrei.
Später übernahm Konrad Lorenz diese Terminologie, popularisierte sie und sah sich zeitlebens als Schüler von Oskar Heinroth. 1931 erklärte er ihm in einem Brief, dass er in seinem Lehrmeister den Begründer einer neuen Wissenschaft sehe, „nämlich der Tierpsychologie als einem Zweig der Biologie“. Die heute gebräuchliche Bezeichnung für dieses Forschungsgebiet ist Ethologie oder vergleichende Verhaltensforschung. Kaum bekannt ist heute, dass bereits Douglas Alexander Spalding in der zweiten Hälfte des 19. Jahrhunderts das Phänomen der Prägung in wissenschaftlichen Veröffentlichungen beschrieb.
Von 1904 an war Heinroth mit Magdalena, geborene Wiebe, verheiratet. Magdalena Heinroth unterstützte ihren Mann in der Handaufzucht der Vögel. Ihr Interesse galt besonders den empfindlichen und schwierig zu pflegenden Insektenfressern. Über ihre Erfahrungen und Beobachtungen berichtete sie in der Fachzeitschrift Gefiederte Welt und auf dem Internationalen Ornithologen Kongress 1910. Sie arbeitete mit ihm bis zu ihrem Tode 1932 zusammen und war Mitautorin mehrerer seiner Bücher. Magdalena Heinroth starb unerwartet bei einer Ferienreise in das Donaudelta in Rumänien infolge einer Erkrankung. 1933 heiratete Oskar Heinroth die Zoologin Katharina Berger. Im Jahr 1936 wurde er zum Mitglied der Leopoldina gewählt. Zehn Jahre lang war Oskar Heinroth Vorsitzender der Deutschen Ornithologischen Gesellschaft. Im Jahr 1941 erhielt er die Goethe-Medaille für Kunst und Wissenschaft.
Oskar Heinroth verstarb am 31. Mai 1945 im Alter von 74 Jahren, wenige Monate nach der Zerstörung des Berliner Aquariums. Er erlag den Folgen einer Lungenentzündung, die er sich gegen Anfang des Jahres zwischen Löscharbeiten im Zoo und Aufenthalten in feuchten Luftschutzbunkern zugezogen hatte. Noch vom Krankenlager aus hatte er Anweisungen gegeben, wie Verwundete der Endkämpfe zu versorgen seien; während er sich andererseits auch den Tod durch Giftkapseln aus seiner Expeditionszeit gewünscht hatte. Der Zootischler zimmerte einen Sarg aus ausgebombten Türblättern. Nach der Kremierung wurde Oskar Heinroth am 15. August, dem Todestag seiner ersten Frau Magdalena, auf dem Zoogelände beigesetzt.

## Schriften (Auswahl)
- Beiträge zur Biologie, namentlich Ethologie und Psychologie der Anatiden. In: Verhandlungen des V. Internationalen Ornithologen-Kongresses in Berlin, 30. Mai bis 4. Juni 1910. Deutsche Ornithologische Gesellschaft, Berlin 1911, S. 589–702, Volltext.
- Oskar Heinroth, Magdalena Heinroth: Die Vögel Mitteleuropas. In allen Lebens- und Entwicklungsstufen photographisch aufgenommen und in ihrem Seelenleben bei der Aufzucht vom Ei ab beobachtet, 4 Bände, Bermühler, Berlin 1924–1934, herausgegeben von der Staatlichen Stelle für Naturdenkmalpflege in Preußen.
- Aus dem Leben der Vögel. Durchgesehen und ergänzt von Katharina Heinroth. 2., verbesserte Auflage, Springer, Berlin/Göttingen/Heidelberg 1955 (= Verständliche Wissenschaft, Naturwissenschaftliche Abteilung. Band 34); englische Ausgabe: 1958.

## Belege
1. ↑  Konrad Lorenz: Oskar Heinroth 70 Jahre! In: Der Biologe. Band 10, Nr. 2–3, 1941, S. 45–47, Volltext (PDF).
2. ↑  Priemel (1941), S. 136.
3. 1 2 3 4  Priemel (1941), S. 137.
4. ↑  Das Teichhuhn Benedikt als Rasierer. In: Frankfurter Allgemeine Zeitung Nr. 87 vom 14. April 2020, S. 13.
5. ↑  Kaiser, Gabriele & Schulze-Hagen, Karl: Die Vogel-WG : die Heinroths, ihre 1000 Vögel und die Anfänge der Verhaltensforschung. Deutsche Originalausgabe Auflage. München, ISBN 978-3-95728-395-5, S. 35.
6. ↑  Elke Brüser: Magdalena Heinroth - Forscherin ohne akademischen Titel. In: René Wüst (Hrsg.): Gefiederte Welt. Band 146, Nr. 2. Arndt-Verlag, 2022, ISSN 1866-3400, S. 36–39.
7. ↑  K. Heinroth (1979), S. 136–145.

| Personendaten    | Personendaten                                 |
| ---------------- | --------------------------------------------- |
| NAME             | Heinroth, Oskar                               |
| KURZBESCHREIBUNG | Ornithologe und Leiter des Berliner Aquariums |
| GEBURTSDATUM     | 1. März 1871                                  |
| GEBURTSORT       | Mainz-Kastel                                  |
| STERBEDATUM      | 31. Mai 1945                                  |
| STERBEORT        | Berlin                                        |